# Лионн, Юг де
Юг де Лио́нн, маркиз де Френ, сеньор де Берни́ (фр. Hugues de Lionne, marquis de Fresnes, seigneur de Berny; 11 октября 1611[…], Гренобль — 1 сентября 1671[…], Париж) — французский государственный деятель XVII века при Людовике XIV, дипломат и государственный секретарь по иностранным делам, выдвинутый Мазарини. После Мазарини руководил внешней политикой Франции.

## Биография и деятельность
Родился в аристократической семье региона Дофине. Поступил на дипломатическую службу в 20-летнем возрасте.
В 1654 году де Лионн в качестве чрезвычайного посла посетил все итальянские дворы, был в конклаве, избравшем Александра VII (1655), положил конец интригам кардинала Реца; кроме Рима был также французским послом в Мадриде (1658) и Франкфурте. Способствовал заключению Пиренейского мира (7 ноября 1659 года).
С 1659 году он занимал место министра, а после смерти Мазарини, с 1661 года до своей смерти руководил внешней политикой Франции. Крупные успехи первых лет самостоятельного управления Людовика XIV были отчасти делом де Лионна.

## Издания
- «Mémoires au roi, interceptés au 1667 par ceux de la garnison de Lille» (1668; гугл-скан).